# Jelturà
Jelturà (en rus: Желтура) és un poble de la República de Buriàtia, a Rússia, segons el cens del 2010 tenia 427 habitants.